# Orluis Aular
Orluis Alberto Aular Sanabria (ur. 5 listopada 1996 w Nirgui) – wenezuelski kolarz szosowy.

## Osiągnięcia
Opracowano na podstawie:

2014
- 2. miejsce w mistrzostwach Wenezueli juniorów (jazda indywidualna na czas)
- 1. miejsce w mistrzostwach Wenezueli juniorów (start wspólny)

2016
- 1. miejsce na 1. etapie Vuelta al Táchira

2018
- 1. miejsce na 10. etapie Vuelta a Venezuela

2019
- 1. miejsce w klasyfikacji punktowej Vuelta al Táchira
  - 1. miejsce na 3. etapie
- 2. miejsce w Tour de Tochigi
- 1. miejsce w Tour de Kumano
  - 1. miejsce w klasyfikacji punktowej
  - 1. miejsce na 1. etapie
- 1. miejsce w mistrzostwach Wenezueli (jazda indywidualna na czas)
- 2. miejsce w mistrzostwach Wenezueli (start wspólny)
- 1. miejsce w klasyfikacji punktowej Vuelta Ciclista a Miranda
  - 1. miejsce na 2. i 6. etapie
- 1. miejsce w Vuelta a Venezuela
  - 1. miejsce w klasyfikacji górskiej
  - 1. miejsce w klasyfikacji punktowej
  - 1. miejsce na 2., 3., 4., 5. i 6. etapie

2020
- 3. miejsce w mistrzostwach Wenezueli (start wspólny)
- 3. miejsce w mistrzostwach Wenezueli (jazda indywidualna na czas)

2022
- 1. miejsce w Classica da Arrabida
- 1. miejsce w Volta ao Alentejo
  - 1. miejsce w klasyfikacji punktowej
  - 1. miejsce na 1. i 4. etapie
- 3. miejsce w mistrzostwach panamerykańskich (jazda indywidualna na czas)
- 1. miejsce w klasyfikacji punktowej Boucles de la Mayenne

## Rankingi
| Rok              | 2015 | 2016  | 2017  | 2018  | 2019 | 2020  | 2021  | 2022 | 2023 | 2024 |
| ---------------- | ---- | ----- | ----- | ----- | ---- | ----- | ----- | ---- | ---- | ---- |
| World Ranking    |      | 1699. | 2372. | 1914. | 171. | 1363. | 1015. | 174. | 117. | 109. |
| UCI Europe Tour  | -    | -     | 1535. | -     |      |       |       |      |      |      |
| UCI Asia Tour    | -    | -     | -     | 704.  |      |       |       |      |      |      |
| UCI America Tour | 377. | 262.  | -     | 254.  | 15.  | 116.  | 144.  | 17.  | 12.  | 13.  |
|                  |      |       |       |       |      |       |       |      |      |      |
| Źródło: UCI      |      |       |       |       |      |       |       |      |      |      |